# Enio Longo
Enio Longo, São Paulo (cidade), 14 de novembro de 1952, é um artista brasileiro.

## Biografia
Enio Longo é um artista que de retrata o cotidiano ligado ao Surrealismo e o conflito classes sociais. Começa sua carreira profissional trabalhando na Universidade Federal de São Carlos na área do Laboratório de MeiosAuxiliares,aos 17 anos de idade. Sua obra inicial, o Labirinto, é uma homenagem aos mestres do cinema: Luis Buñuel, Michelangelo, Antonioni, Sergio Leone, Akira Kurosawa, Paolo Pasolini, Felini, entre outros. A obra Canto Mudo, de 1980, retrata sua visãos obre Cristo, de maneira menos lírica.

## Cronologia
2012 - Convidado pelo professor doutor Elson Longo, diretor do Centro de Desenvolvimento de Materiais Funcionais (CDMF),a participar de uma exposição em Tel Aviv (Israel), cooordenada pelo cientista/artista Cris Orfescu. Desenvolvendo o gosto por este tipo de arte, participando posteriormente de outras amostras pelo mundo (Nova Iorque, São Francisco (Califórnia) e Romênia), no site exposição virtual Nanoart21
2014 - Imagem de seu quadro publicado na matéria de Nanoarte no The New York Times.
2015 - Eleito, o quarto artista mundial no desenvolvimento de nanoartes na exposição de Nanoart21 em São Francisco (Califórnia). Em agosto deste ano, foi convidado pela cervejaria Wäls para fazer em parceria uma exposição da Nanoarte na varredura de grãos e líquidos da Cerveja Artesanal. Em outubro deste ano, levou a mesma exposição para a Pinacoteca do Estado de São Paulo. A exposição foi destaque nos sites HYPENESS 
e Catraca Livre 
2017 - Participará do Moon Arts Project. Seu trabalho será incorporado a outros elementos da arte, da arquitetura, da música, do drama, Balé, poesia, ciências, humanidades e tecnologias. No total serão 150 artistas convidados que terão seus trabalhos expostos permanentemente na Lua. Moon Arts Project / / Twitter: https://twitter.com/CMU_MoonArk